# Terrell Lyday
Terrell Lyday (nacido el 12 de agosto de 1978 (46 años) en Fresno, California) es un exjugador de baloncesto estadounidense. Con 1,91 de estatura, su puesto natural en la cancha era el de escolta.

## Trayectoria
- Universidad Brigham Young (1999-2001)
- Tarnow Azoty Unia (2001-2002)
- Galatasaray (2003)
- Cholet Basket  (2003-2004)
- ASVEL Lyon-Villeurbanne (2004-2005)
- Ural Great Perm  (2005-2006)
- Pallacanestro Treviso  (2006-2007)
- Triumf Ljubercy(2007-2008)
- UNICS Kazán (2008-2013)